# Кафе «Централь»
Кафе «Центра́ль» (нем. Café Central) — популярная венская кофейня, расположенная на улице Херренгассе во Внутреннем Городе. Кафе занимает первый этаж бывшего здания банка и фондовой биржи, которое сегодня называется дворец Ферстеля в честь его архитектора Генриха фон Ферстеля.

## История
Кафе открыли в 1876 году братья Пахи. После сноса дворца Дитрихштайна, в котором размещалось кафе «Гринштайдль», в конце XIX века кафе «Централь» превратилось в одно из основных мест, где собирались представители культуры Вены. Постоянными посетителями кофейни были Петер Альтенберг, Теодор Герцль,  Альфред Адлер, Эгон Фридель, Гуго фон Гофмансталь, Антон Ку, Адольф Лоос, Лео Перуц, Роберт Музиль, Стефан Цвейг, Альфред Польгар, Адольф Гитлер и Лев Троцкий. В 1913 году постоянными посетителями заведения были Иосип Броз Тито, Зигмунд Фрейд, Иосиф Сталин и Владимир Ленин. В кафе регулярно играли в игры Таро семьи Тарок, и Тэпп Тарок был особенно популярен в период между мировыми войнами.
С октября 1907 года до начала Первой мировой войны в Вене проживал эмигрировавший из России Лев Троцкий. В кафе «Централь» Троцкий был постоянным клиентом и часто играл там в шахматы. Известен исторический анекдот о том, что австрийского политика графа Генриха Клам-Мартиница как-то спросили по поводу возможности революции в России. Политик якобы ответил: «Кто же будет делать революцию? Может, господин Бронштейн из кафе „Централь“?» В 1907—1912 годах по четвергам в кафе «Централь» проходили собрания учёных, также известные как Первый венский кружок или протокружок.
Кафе закрылось по окончании Второй мировой войны. В 1975 году, после ремонта дворца Ферстеля, кафе «Централь» вновь открылось, но уже не во внутреннем дворе здания, а в бывшем помещении ранее размещавшегося во дворце банка. В 1986 году в кофейне был произведен ещё один дорогостоящий ремонт. В настоящее время кафе «Централь» с его литературной историей является туристической достопримечательностью австрийской столицы. Ироничному критику Вольфраму Зибеку разноцветные высокие своды и патетически парящие многочисленные светильники в кафе «Централь» напомнили Казанский вокзал, «куда прибывают поезда из Казахстана и других восточных республик», и только рояль, стоящий в центре помещения в окружении шести мощных колонн, даёт посетителю понять, что он находится не в Москве, а в «музыкальном сердце Европы».